# Favolaschia aulaxina
Favolaschia aulaxina es una especie de hongos basidiomicetos de la familia Mycenaceae, del orden  Agaricales.

## Sinónimos
- Agaricus aulaxinus (en Hist. fis. y Politic. Chile, Bot. 7: 337 (1850))
- Dendrosarcus aulaxinus (Kuntze, 1898)
- Pleurotus aulaxinus (Sacc, 1887)